# Minéens
Pour les articles homonymes, voir Main (homonymie).
Ier millénaire av. J.-C. – IIe siècle av. J.-C.
Entités suivantes :
- Royaume de Saba

Les Minéens (appelé aussi (peuple de) Ma'in) est un peuple antique d'Arabie du Sud (actuel Yémen) qui vivaient au Ier millénaire av. J.-C..
Le royaume minéen, appelé Ma'in, Main ou Maïn, était l'un des principaux royaumes du Yémen antique et de l'Arabie du sud-ouest.
Leur capitale était Qarnawu ou Qarnaw qui se trouvait au long du désert appelé Sayhad par les géographes arabes médiévaux.

## Histoire
C'était l'un des quatre peuples antiques vivant au Yémen. Les autres étaient les Sabéens de Shéba ou Saba, les Hadramites (ou Hadhramis (en)) d'Hadramaout et les Qatabanites du Qataban.
Quand ces trois peuples avaient des royaumes régionaux, les Minéens avaient une position dominante, de 1200 à 650 av. J.-C. (3200-2650 AP), au début de l'essor du commerce de l'encens par voie terrestre, la route de l'encens. Et avant les autres, il a périclité, bien avant la suprématie de la voie maritime, qui a entraîné la disparition de ses rivaux.
Le royaume minéen, comme les autres royaumes d'Arabie et du Yémen, s'est particulièrement impliqué dans le commerce, en particulier dans le commerce d'épices, d'encens et de myrrhe.
À la fin du IIe siècle avant notre ère, Ma'īn s'est retrouvé sous le règne de Qataban, mais après l'effondrement de l'empire qatabanien quelques siècles plus tard, le royaume minéen est également tombé. La région était sous domination sabéenne au moment où le général romain Lucius Aelius Gallus a mené une campagne militaire dans la région en 25/24 avant notre ère.

## Langage
Le minéen (en) (ou minaean), ou, pour être exact, le madhabic, ou madhabien, est une langue de l'ancienne Arabie du Sud ("Sayhadic"), la langue parlée au Yémen entre -1200 et +100. La zone principale de son utilisation peut être localisée dans le Jawf, partie du nord-est du Yémen, d'abord dans le Wadi Madhab. 
La plupart des textes dans cette langue ont été composés par les Minéens, mais les autres communautés du Madhab Wadi (Nashshan, Kaminahu, Haram, et Inabba ') l'ont également utilisée, pour les inscriptions civiles et religieuses.
- Langues sudarabiques anciennes, alphabet sudarabique